# (334) Chicago
(334) Chicago ist ein Asteroid jenseits des äußeren Hauptgürtels, der am 23. August 1892 vom deutschen Astronomen Max Wolf an seiner Privatsternwarte in Heidelberg bei einer Helligkeit von 12 mag entdeckt wurde.
Der Asteroid wurde vom Entdecker auf einem astronomischen Kongress in Chicago zu Ehren dieser Stadt benannt. Dieser Kongress fand im Zusammenhang mit der Weltausstellung World’s Columbian Exposition (Mai bis Oktober 1893) statt und sollte den 400. Jahrestag der Entdeckung Amerikas durch Christoph Kolumbus begehen. Ursprünglich sollte der Name Columbia gewählt werden, dieser war aber bereits kurz zuvor von Auguste Charlois für (327) Columbia übernommen worden. Auf der Ausstellung wurde auch die neu konstruierte Montierung und der Tubus des 40-Zoll-Yerkes-Refraktors von den Konstrukteuren Warner und Swasey in Betriebsposition ausgestellt.
(334) Chicago wird zwar zu den Hauptgürtelasteroiden gezählt, bewegt sich aber außerhalb der Hecuba-Lücke in einer 3:2-Bahnresonanz mit dem Planeten Jupiter und ist damit ein Mitglied der Hilda-Gruppe.

## Wissenschaftliche Auswertung
Aus Ergebnissen der IRAS Minor Planet Survey (IMPS) wurden 1992 Angaben zu Durchmesser und Albedo für zahlreiche Asteroiden abgeleitet, darunter auch (334) Chicago, für die damals Werte von 158,6 km bzw. 0,06 erhalten wurden. Eine Auswertung von Beobachtungen durch das Projekt NEOWISE im nahen Infrarot führte 2011 zu vorläufigen Werten für den Durchmesser und die Albedo im sichtbaren Bereich von 174,1 km bzw. 0,05. Eine neue Auswertung speziell für Mitglieder der Hilda-Gruppe ergab 2012 vorläufige Werte von 198,8 km bzw. 0,04. Eine Untersuchung von 2020 bestimmte aus vier Sternbedeckungen durch (334) Chicago einen Durchmesser von 179,3 ± 2,9 km und eine weitere Untersuchung von 2024 bestimmte aus einer Bedeckung des Sterns 11. Größe UCAC4 549-026551 durch den Asteroiden am 21. Dezember 2017 für (334) Chicago einen elliptischen Querschnitt von 234 × 150 km.
Im Rahmen der Primitive Asteroids Spectroscopic Survey (PRIMASS) erfolgten spektroskopische Beobachtungen von (334) Chicago am 5. August 2001 im Infraroten mit dem Telescopio Nazionale Galileo (TNG) am Roque-de-los-Muchachos-Observatorium auf La Palma sowie am 31. Januar 2011 im sichtbaren Bereich mit dem Southern Astrophysical Research Telescope (SOAR) in Chile. Dabei konnte das Vorhandensein von durch Wasser veränderten Mineralen auf der Oberfläche des Asteroiden bestätigt werden.
Eine Forschergruppe an der University of Arizona und am Planetary Science Institute in Tucson führte in den 1980er Jahren ein Programm zur „Photometrischen Geodäsie“ einer Anzahl von schnell rotierenden Asteroiden des Hauptgürtels durch, darunter auch (334) Chicago. Die bei Beobachtungen am Kitt-Peak-Nationalobservatorium in Arizona im Februar und Mai 1982, Mai und Juni 1983 und Dezember 1988 registrierten Lichtkurven wurden in einer Untersuchung von 1990 zu einem Wert für die Rotationsperiode von 7,34 h ausgewertet.
Bei Beobachtungen vom 18. bis 24. August 1984 am La-Silla-Observatorium in Chile war dagegen eine längere Rotationsperiode von 9,19 h abgeleitet worden, während man bei photometrischen Messungen vom 16. bis 18. Oktober 1987 am McDonald-Observatorium in Texas aus der aufgezeichneten Lichtkurve eine Periode von 6,51 h abgeleitet hatte.
Aus den archivierten Daten wurden in einer Untersuchung von 1993 erstmals Berechnungen für zwei alternative Positionen der Rotationsachse mit prograder Rotation und einer Periode von 9,1979 h sowie die Achsenverhältnisse eines dreiachsig-ellipsoidischen Gestaltmodells durchgeführt. Eine weitere Untersuchung von 1998 wertete die archivierten Daten von 1984 bis 1988 dagegen zu zwei alternativen Positionen der Rotationsachse mit retrograder Rotation aus, auch die Achsenverhältnisse wurden dabei abgeleitet.
Messungen vom 27. Dezember 1994 bis 5. Februar 1995 mit der Automated Telescope Facility der University of Iowa hatten nicht zu einer Rotationsperiode ausgewertet werden können, während weitere Beobachtungen am 16. und 17. Juni 2006 am Kitt-Peak-Nationalobservatorium wieder zu der Periode von 7,34 h passten. Neue photometrische Beobachtungen während vier Nächten vom 8. bis 25. Februar 2011 am Observatorium Bassano Bresciano in Italien konnten dann diese Rotationsperiode mit einem abgeleiteten Wert von 7,359 h erneut bestätigen.
Mit einer Auswertung photometrischer Daten des Lowell-Observatoriums und des Gaia DR2-Katalogs konnten im Jahr 2019 für ein ellipsoidisches Modell des Asteroiden zwei alternative Positionen der Rotationsachse mit prograder Rotation und eine Periode von 7,36014 h bestimmt werden. Zwischen 2012 und 2018 wurden mit der All-Sky Automated Survey for Supernovae (ASAS-SN) auch photometrische Daten von 20.000 Asteroiden aufgezeichnet. Auf mehr als 5000 davon konnte erfolgreich die Methode der konvexen Inversion angewendet werden, darunter auch (334) Chicago, für die in einer Untersuchung von 2021 ein verbessertes dreidimensionales Gestaltmodell für zwei alternative Rotationsachsen mit prograder Rotation und einer Periode von 7,36012 h berechnet wurde.
Aus archivierten Daten des Asteroid Terrestrial-impact Last Alert System (ATLAS) aus dem Zeitraum 2015 bis 2018 konnte in einer Untersuchung von 2022 mit der Methode der konvexen Inversion eine Rotationsperiode von 7,36017 h bestimmt werden. Im Jahr 2023 wurde aus photometrischen Messungen von Gaia DR3 erneut ein dreidimensionales Gestaltmodell des Asteroiden für zwei alternative Rotationsachsen mit prograder Rotation und einer Periode von 7,3599 h berechnet.
Abschätzungen von Masse und Dichte ergaben in einer Untersuchung von 2012 für (334) Chicago eine Masse von etwa 5,06·1018 kg und mit einem angenommenen Durchmesser von etwa 167 km eine Dichte von 2,06 g/cm³ bei einer Porosität von 8 %. Diese Werte besitzen jedoch eine äußerst große Unsicherheit.